# Mormyrus niloticus
Mormyrus niloticus är en fiskart som först beskrevs av Bloch och Schneider, 1801.  Mormyrus niloticus ingår i släktet Mormyrus och familjen Mormyridae. IUCN kategoriserar arten globalt som otillräckligt studerad. Inga underarter finns listade i Catalogue of Life.